# Sarching
Sarching ist ein Ortsteil der Gemeinde Barbing im Landkreis Regensburg (Bayern) mit 1034 Einwohnern (Stand: 1. Januar 2025). Am nördlichen Dorfrand liegt der Rinsen, ein Altwasser der Donau.

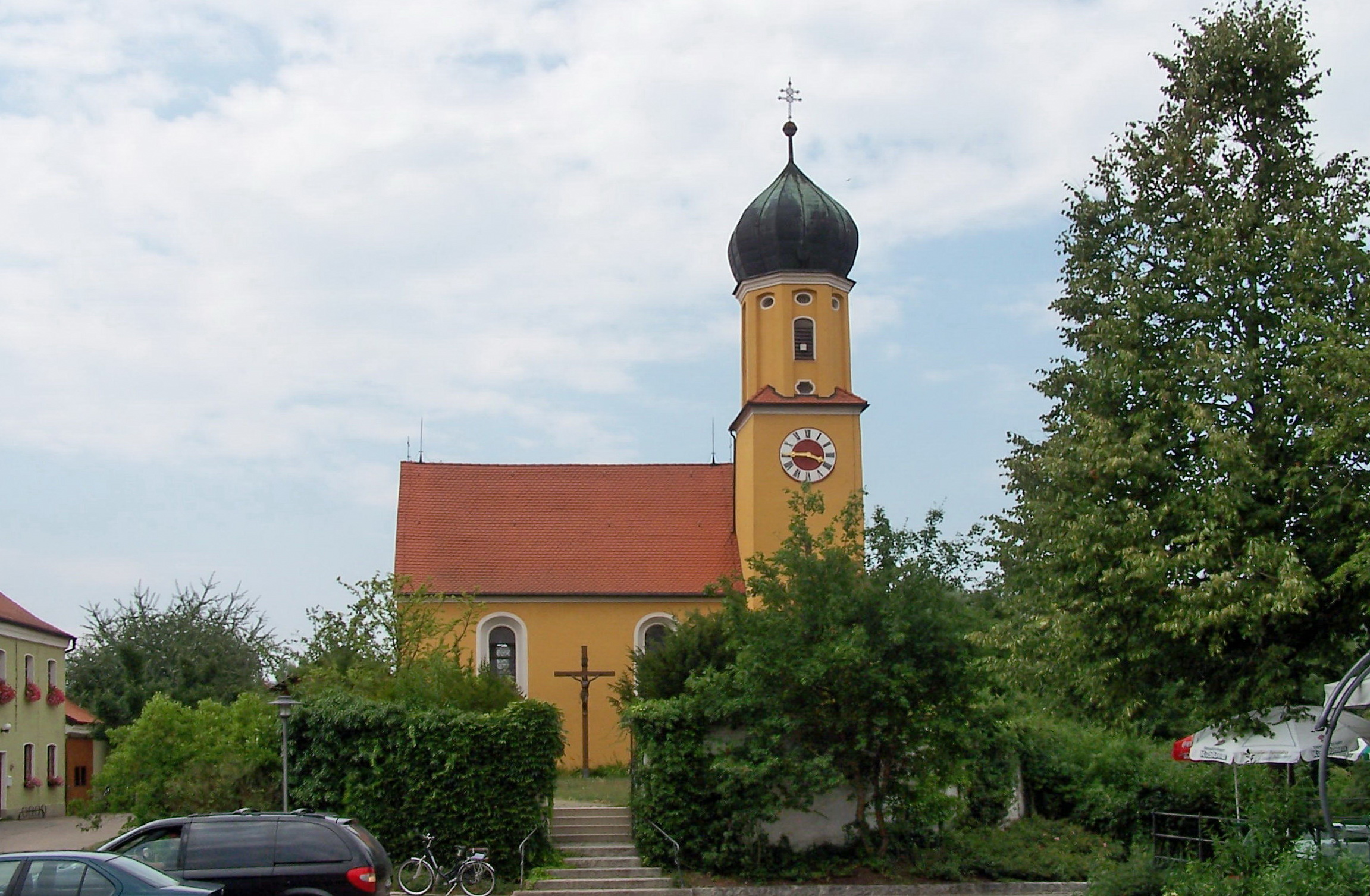
Kirche Mariä Himmelfahrt in Sarching

## Geschichte
Auf dem ehemaligen Fronhof Sarching wird für die Zeit zwischen 520 und 780 der Bau einer Kapelle, die der Jungfrau Maria geweiht war, durch die bayerischen Herzöge aus dem Geschlecht der Agilolfinger angenommen. Der Name Sarching soll auf einen Gründer Saricho oder Saro zurückgehen. Der Ort Sarching wird zwischen 1030 und 1035 wegen der Übergabe von zwei Huben zu Sigrihingun an das Kloster St. Emmeram erwähnt.
Hier lebte das Geschlecht der Gamerit (Gamered) von Särching (Sarching). Hartwich von Sarching wird 1147 als miles (= Ritter) bezeichnet. Daraus lässt sich schlussfolgern, dass ein befestigter Sitz in Sarching bereits im 12. Jahrhundert bestanden haben muss. In der ersten Hälfte des 13. Jahrhunderts erscheinen die Brüder Heinrich, Konrad und Ortlieb mehrmals in bischöflichen Urkunden. In der zweiten Hälfte des 13. Jahrhunderts wird noch ein Läutwin von Sarching (1269) genannt. Er verehrte der Sage nach besonders die selige Prinzessin Aurelia, Tochter Hugo Capets, die zu Regensburg in einer Klause 52 Jahre mit Beten und Fasten zugebracht hatte und 1072 gestorben war. Ihr errichtete Läutwin zu St. Emmeram ein Hochgrab. 

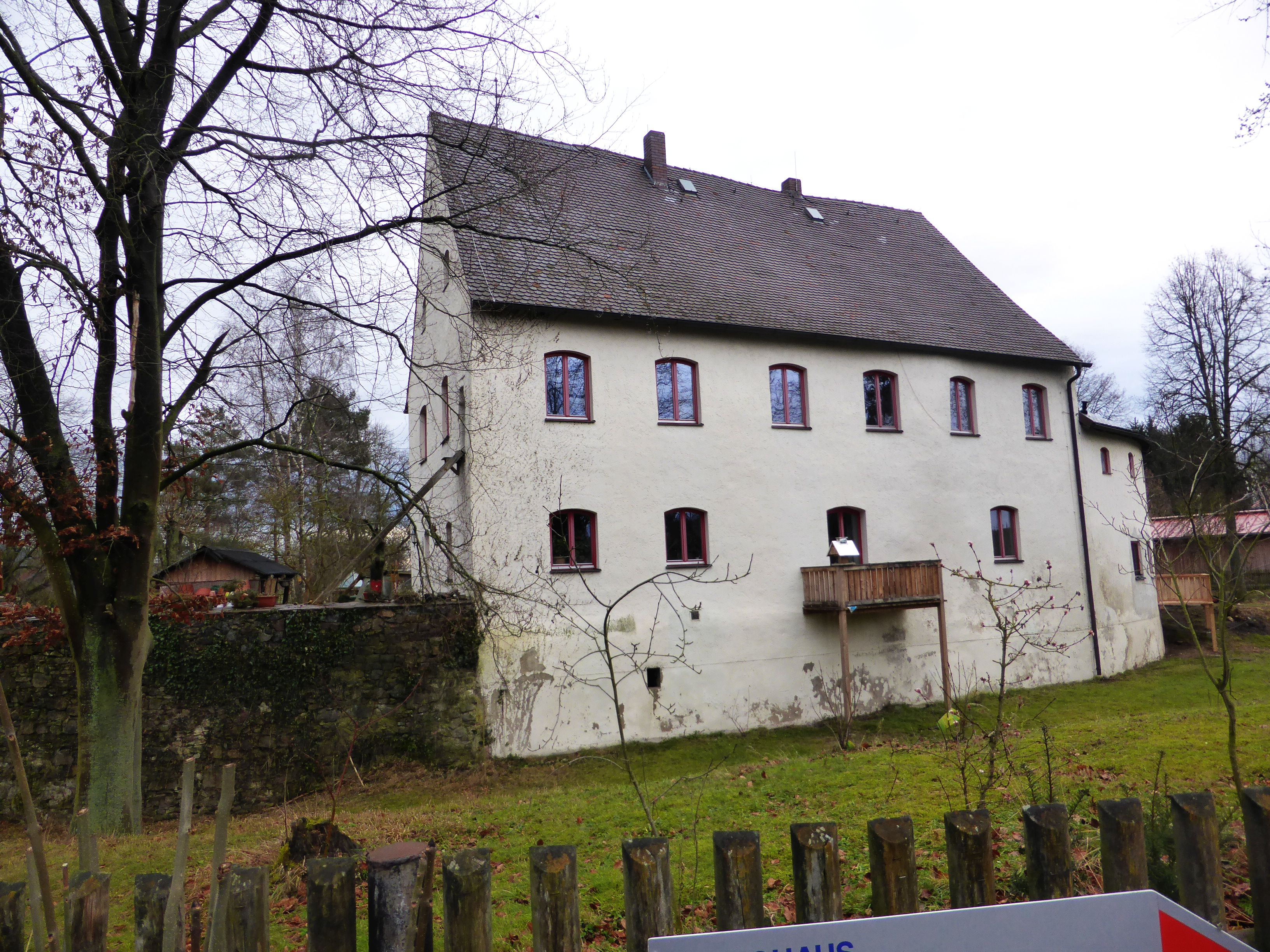
Schloss Sarching

1377 war ein Gamerit zu Regensburg, genannt von Soerching Pfleger zu Stauf. Er ist der letzte Gamerit von Sarching, mit dem das Geschlecht 1395 ausstarb. Er ließ das prachtvolle Westportal des Domes zu Regensburg auf seine Kosten errichten und setzte sich dadurch ein unvergängliches Denkmal. Seine Tochter heiratete Konrad Dürrnstetter, einen Bruder des Dombaumeisters Heinrich Dürrnstetter. Dieser Konrad Dürrnstetter vermachte 1404 sein Schloss und das Dorf Sarching der Stadt Regensburg. 1417 erwirbt der Deutsche Orden unter dem Komtur Johannes von Gumppenberg den Besitz in Sarching. Schon 1499 ging die Veste in den Besitz der Deutschherren zu St. Egid in Regensburg über. Ein Domfenster und ein Schlussstein in der Dorotheenkapelle zeigen das Wappen der Sarchinger. IAb 1499 übten die Deutschherren zu Sankt Egid in Regensburg die Grundherrschaft aus. Bis zum Ende der Deutschordenskommende Regensburg 1809 blieben die geschlossene Hofmark und die Burg im Besitz dieses Ordens.
Die Pest wütete vom 8. August bis 28. November 1713 in Sarching. In dieser kurzen Zeit starben 50 Erwachsene und 24 Kinder an dieser schrecklichen Krankheit. Noch 21 Personen starben bis 1719 an der Pest. Ein Pestkreuz (errichtet 1855) am Nordausgang des Ortes erinnert noch an dieser schwere Zeit.
Mit der Säkularisation 1803 kam der Ort erst zum Fürstentum Regensburg des Fürstprimas Dalberg und 1810 dann zum Königreich Bayern. Die ehemals selbstständige Gemeinde Sarching entstand mit dem bayerischen Gemeindeedikt von 1818. 1857 wurde Sarching dem Landgericht älterer Ordnung in Regensburg zugeordnet.
Nach dem Zweiten Weltkrieg entwickelte sich der Ort durch viel Eigeninitiative der Bevölkerung zu einem lebendigen Gemeinwesen. Die Lage abseits von überregionalen Verkehrswegen ließ die Entwicklung behutsam vorangehen. Geologisch gesehen handelt es sich bei dem Gebiet von Sarching um Donauschwemmland mit umfangreichem Kiesvorkommen. Der in den sechziger Jahren begonnene Kiesabbau hat die Landschaft durch eine Reihe von Kiesweihern wesentlich geprägt. Der größte Kiesabbau erfolgte für den Bau der Autobahn von Regensburg nach Passau am Sarchinger Weiher, der heute als Naherholungsgebiet dient. Dieser Kiesabbau und damit die Entstehung des Weihers war zu dem gleichen Zweck bereits vor dem Zweiten Weltkrieg begonnen worden.
Am 1. Januar 1978 wurde die bis dahin selbständige Gemeinde Sarching in die Gemeinde Barbing eingegliedert. Eine weitere große Veränderung der Landschaft zwischen dem Ort Sarching und der Donau brachte der Donauausbau zur Verbesserung der Schifffahrtsverhältnisse. Die Donau wurde durch den Bau der Schleuse Geisling von einem frei fließenden Gewässer zu einem langsam fließendem Strom, der etwa dreimal so breit ist wie die alte Donau. Die Baumaßnahme wurde in den achtziger Jahren durchgeführt und brachte zwischen Sarching und der Donau auch einen Hochwasserdamm. Damit gehörten die jährlichen Überschwemmungen, die oftmals am nördlichen Ortsrand bis in die Häuser reichten, der Vergangenheit an. Besonders die Jahrhunderthochwasser 1954 und das Hochwasser 1965 sind der Bevölkerung in Erinnerung geblieben.
Mit der Verschönerung des Ortes hatten sich stets besonders die Mitglieder des OGV befasst und viele freiwillige Initiativen wie die Bepflanzung des Pestbuckels gestartet. Diese Aktionen zusammen mit den Maßnahmen der Dorferneuerung führten dazu, dass Sarching im Wettbewerb „Unser Dorf soll schöner werden“ im Jahr 1992 mit einer Goldmedaille auf Landesebene zu einem der schönsten Dörfer Bayerns gekürt wurde.

## Bauwerke
- Katholische Pfarrkirche Mariä Himmelfahrt: Saalbau mit eingezogenem Chor, sowie Flankenturm mit Zwiebelhaube und Vorzeichen
- Ehemaliges Schloss (Obere Dorfstraße 2): zweigeschossiger und giebelständiger Satteldachbau mit Anbau aus dem 16./17. Jahrhundert

## Freizeit
Östlich des Dorfes liegt der ehemalige Baggersee und heutige Badesee Sarchinger Weiher.

## Vereine
- Fischerverein Sarching
- FF Sarching
- Katholischer Frauenbund Sarching
- Krieger- und Soldatenverein Sarching
- Obst- und Gartenbauverein Sarching
- Pfarrjugend Sarching
- Schützenverein Sarching
- SV Sarching
- Theatergruppe Sarching
- Vdk Illkofen/Sarching